# Список птахів острова Різдва
Це перелік видів птахів, зафіксованих на території острова Різдва. Авіфауна острова Різдва налічує загалом 162 види, з яких 4 є ендемічними.

## Позначки
Наступні теги використані для виділення деяких категорій птахів.
- (А) Випадковий — вид, який рідко або випадково трапляється на острові Різдва
- (Е) Ендемічий — вид, який є ендеміком острова Різдва
- (I) Інтродукований — вид, завезений на острів Різдва як наслідок, прямих чи непрямих людських дій

## Гусеподібні(Anseriformes)
Родина: Качкові (Anatidae)
- Чирянка велика, Spatula querquedula (A)
- Крижень австралійський, Anas superciliosa
- Чирянка світлогорла, Anas gracilis
- Чернь австралійська, Aythya australis  (A)

## Куроподібні(Galliformes)
Родина: Фазанові (Phasianidae)
- Курка банківська, Gallus gallus (I)

## Фламінгоподібні(Phoenicopteriformes)
Родина: Фламінгові (Phoenicopteridae)
- Фламінго рожевий, Phoenicopterus roseus (A)

## Голубоподібні(Columbiformes)
Родина: Голубові (Columbidae)
- Голуб сизий, Columba livia (I)
- Streptopelia tranquebarica
- Chalcophaps indica
- Chalcophaps longirostris
- Пінон пурпуровий, Ducula whartoni (E)
- Пінон австралійський, Ducula spilorrhoa

## Зозулеподібні(Cuculiformes)
Родина: Зозулеві (Cuculidae)
- Eudynamys scolopaceus (A)
- Коель східний, Eudynamys orientalis
- Дідрик рудохвостий, Chrysococcyx basalis (A)
- Дідрик австралійський, Chrysococcyx osculans  (A)
- Зозуля бліда, Cacomantis pallidus (A)
- Зозуля велика, Hierococcyx sparverioides (A)
- Зозуля глуха, Cuculus saturatus (A)

## Дрімлюгоподібні(Caprimulgiformes)
Родина: Дрімлюгові (Caprimulgidae)
- Дрімлюга маньчжурський, Caprimulgus jotaka (A)
- Дрімлюга савановий, Caprimulgus affinis (A)

## Серпокрильцеподібні(Apodiformes)
Родина: Серпокрильцеві (Apodidae)
- Колючохвіст білогорлий, Hirundapus caudacutus (A)
- Салангана різдвянська, Collocalia natalis (E)
- Салангана яванська, Aerodramus salangana (A)
- Серпокрилець сибірський, Apus pacificus
- Серпокрилець непальський, Apus nipalensis (A)

## Журавлеподібні(Gruiformes)
Родина: Пастушкові (Rallidae)
- Курочка чорнохвоста, Tribonyx ventralis (A)
- Лиска звичайна, Fulica atra (A)
- Курочка рогата, Gallicrex cinerea (A)
- Багновик білогрудий, Amaurornis phoenicurus
- Погонич індійський, Zapornia fusca (A)
- Погонич-крихітка, Zapornia pusilla (A)

## Сивкоподібні(Charadriiformes)
Родина: Чоботарові (Recurvirostridae)
- Кулик-довгоніг строкатий, Himantopus leucocephalus (A)

Родина: Куликосорокові (Haematopodidae)
- Кулик-сорока австралійський, Haematopus fuliginosus (A)

Родина: Сивкові (Charadriidae)
- Сивка морська, Pluvialis squatarola (A)
- Сивка бурокрила, Pluvialis fulva
- Чайка білошия, Vanellus miles (A)
- Пісочник монгольський, Charadrius mongolus (A)
- Пісочник товстодзьобий, Charadrius leschenaultii (A)
- Пісочник морський, Charadrius alexandrinus (A)
- Пісочник малий, Charadrius dubius (A)
- Пісочник довгоногий, Charadrius veredus (A)

Родина: Баранцеві (Scolopacidae)
- Кульон середній, Numenius phaeopus (A)
- Кульон-крихітка, Numenius minutus (A)
- Грицик малий, Limosa lapponica (A)
- Крем'яшник звичайний, Arenaria interpres
- Побережник великий, Calidris tenuirostris (A)
- Побережник гострохвостий, Calidris acuminata (A)
- Побережник червоногрудий, Calidris ferruginea (A)
- Побережник довгопалий, Calidris subminuta (A)
- Побережник рудоголовий, Calidris ruficollis (A)
- Побережник білий, Calidris alba (A)
- Побережник арктичний, Calidris melanotos
- Баранець азійський, Gallinago stenura (A)
- Баранець лісовий, Gallinago megala (A)
- Мородунка, Xenus cinereus (A)
- Плавунець круглодзьобий, Phalaropus lobatus (A)
- Набережник палеарктичний, Actitis hypoleucos
- Коловодник попелястий, Tringa brevipes (A)
- Коловодник великий, Tringa nebularia (A)
- Коловодник ставковий, Tringa stagnatilis (A)
- Коловодник болотяний, Tringa glareola (A)
- Коловодник звичайний, Tringa totanus (A)

Родина: Дерихвостові (Glareolidae)
- Дерихвіст австралійський, Stiltia isabella (A)
- Дерихвіст забайкальський, Glareola maldivarum (A)

Родина: Поморникові (Stercorariidae)
- Поморник фолклендський, Stercorarius antarcticus (A)
- Поморник короткохвостий, Stercorarius parasiticus (A)

Родина: Мартинові (Laridae)
- Мартин сизий, Larus canus (A)
- Крячок бурий, Anous stolidus
- Крячок тонкодзьобий, Anous tenuirostris (A)
- Крячок білий, Gygis alba
- Крячок строкатий, Onychoprion fuscatus (A)
- Крячок бурокрилий, Onychoprion anaethetus (A)
- Крячок малий, Sternula albifrons (A)
- Крячок чорнодзьобий, Gelochelidon nilotica (A)
- Крячок білокрилий, Chlidonias leucopterus (A)
- Крячок білощокий, Chlidonias hybrida (A)
- Крячок річковий, Sterna hirundo (A)
- Крячок жовтодзьобий, Thalasseus bergii (A)
- Крячок бенгальський, Thalasseus bengalensis (A)

## Фаетоноподібні(Phaethontiformes)
Родина: Фаетонові (Phaethontidae)
- Фаетон білохвостий, Phaethon lepturus
- Фаетон червонохвостий, Phaethon rubricauda

## Буревісникоподібні(Procellariiformes)
Родина: Океанникові (Oceanitidae)
- Океанник Вільсона, Oceanites oceanicus
- Океанник білобровий, Pelagodroma marina (A)
- Фрегета чорночерева, Fregetta tropica

Родина: Качуркові (Hydrobatidae)
- Качурка Матсудайра, Hydrobates matsudairae

Родина: Буревісникові (Procellariidae)
- Пінтадо, Daption capense (A)
- Тайфунник-провісник, Pterodroma heraldica (A)
- Тайфунник реюньйонський, Pterodroma baraui (A)
- Пріон антарктичний, Pachyptila desolata (A)
- Бульверія тонкодзьоба, Bulweria bulwerii
- Буревісник клинохвостий, Ardenna pacificus
- Буревісник реюньйонський, Puffinus bailloni (A)

## Сулоподібні(Suliformes)
Родина: Фрегатові (Fregatidae)
- Фрегат-арієль, Fregata ariel
- Фрегат малазійський, Fregata andrewsi
- Фрегат тихоокеанський, Fregata minor

Родина: Сулові (Sulidae)
- Сула білочерева, Sula leucogaster
- Сула червононога, Sula sula
- Сула чорнокрила, Papasula abbotti

Родина: Бакланові (Phalacrocoracidae)
- Баклан великий, Phalacrocorax carbo (A)
- Баклан індонезійський, Phalacrocorax sulcirostris (A)

## Пеліканоподібні(Pelecaniformes)
Родина: Пеліканові (Pelecanidae)
- Пелікан австралійський, Pelecanus conspicillatus (A)

Родина: Чаплеві (Ardeidae)
- Бугайчик китайський, Ixobrychus sinensis (A)
- Бугайчик амурський, Ixobrychus eurhythmus  (A)
- Бугайчик рудий, Ixobrychus cinnamomeus (A)
- Бугайчик чорний, Ixobrychus flavicollis (A)
- Чапля руда, Ardea purpurea (A)
- Чепура велика, Ardea alba
- Чепура середня, Ardea intermedia (A)
- Чепура австралійська, Egretta novaehollandiae
- Чепура мала, Egretta garzetta (A)
- Чепура тихоокеанська, Egretta sacra
- Чепура строката, Egretta picata (A)
- Чапля єгипетська, Bubulcus ibis (A)
- Чапля китайська, Ardeola bacchus (A)
- Чапля яванська, Ardeola speciosa (A)
- Чапля мангрова, Butorides striata (A)
- Квак каледонський, Nycticorax caledonicus (A)
- Квак японський, Gorsachius goisagi (A)
- Квак малайський, Gorsachius melanolophus (A)

Родина: Ібісові (Threskiornithidae)
- Коровайка бура, Plegadis falcinellus (A)

## Яструбоподібні(Accipitriformes)
Родина: Яструбові (Accipitridae)
- Осоїд чубатий, Pernis ptilorhynchus (A)
- Яструб китайський, Accipiter soloensis (A)
- Яструб тасманійський, Accipiter novaehollandiae
- Яструб бурий, Accipiter fasciatus (A)
- Яструб японський, Accipiter gularis (A)
- Орлан білочеревий, Haliaeetus leucogaster (A)

## Совоподібні(Strigiformes)
Родина: Совові (Strigidae)
- Сова-голконіг японська, Ninox japonica (A)
- Сова-голконіг острівна, Ninox natalis (E)

## Сиворакшоподібні(Coraciiformes)
Родина: Рибалочкові (Alcedinidae)
- Рибалочка блакитний, Alcedo atthis (A)
- Альціон священний, Todiramphus sanctus (A)
- Альціон білошиїй, Todiamphus chloris

Родина: Сиворакшові (Coraciidae)
- Широкорот східний, Eurystomus orientalis (A)

## Соколоподібні(Falconiformes)
Родина: Соколові (Falconidae)
- Боривітер австралійський, Falco cenchroides
- Підсоколик великий, Falco subbuteo (A)
- Сапсан, Falco peregrinus

## Горобцеподібні(Passeriformes)
Родина: Пітові (Pittidae)
- Піта синьокрила, Pitta moluccensis (A)
- Піта китайська, Pitta nympha (A)

Родина: Сорокопудові (Laniidae)
- Сорокопуд тигровий, Lanius tigrinus (A)
- Сорокопуд сибірський, Lanius cristatus (A)

Родина: Очеретянкові (Acrocephalidae)
- Очеретянка східна, Acrocephalus orientalis (A)

Родина: Кобилочкові (Locustellidae)
- Кобилочка співоча, Helopsaltes certhiola

Родина: Ластівкові (Hirundinidae)
- Ластівка сільська, Hirundo rustica
- Ластівка даурська, Cecropis daurica (A)
- Ясківка лісова, Petrochelidon nigricans (А)
- Ластівка азійська, Delichon dasypus (A)

Родина: Вівчарикові (Phylloscopidae)
- Вівчарик бурий, Phylloscopus fuscatus (A)

Родина: Окулярникові (Zosteropidae)
- Окулярник світлолобий, Zosterops natalis (E)

Родина: Шпакові (Sturnidae)
- Шпак рожевий, Pastor roseus (A)
- Шпак даурський, Agropsar sturninus (A)

Родина: Дроздові (Turdidae)
- Дрізд мінливоперий, Turdus poliocephalus

Родина: Мухоловкові (Muscicapidae)
- Мухоловка сибірська, Muscicapa sibirica (A)
- Мухоловка синя, Cyanoptila cyanomelana (A)

Родина: Астрильдові (Estrildidae)
- Рисівка яванська, Padda oryzivora (I)

Родина: Горобцеві (Passeridae)
- Горобець хатній, Passer domesticus (I)
- Горобець польовий, Passer montanus (I)

Родина: Плискові (Motacillidae)
- Плиска деревна, Dendronanthus indicus  (A)
- Плиска гірська, Motacilla cinerea (A)
- Плиска аляскинська, Motacilla tschutschensis
- Плиска жовтоголова, Motacilla citreola (A)
- Плиска біла, Motacilla alba (A)
- Щеврик червоногрудий, Anthus cervinus (A)